# Bonhoeffer-Haus (Stettin)

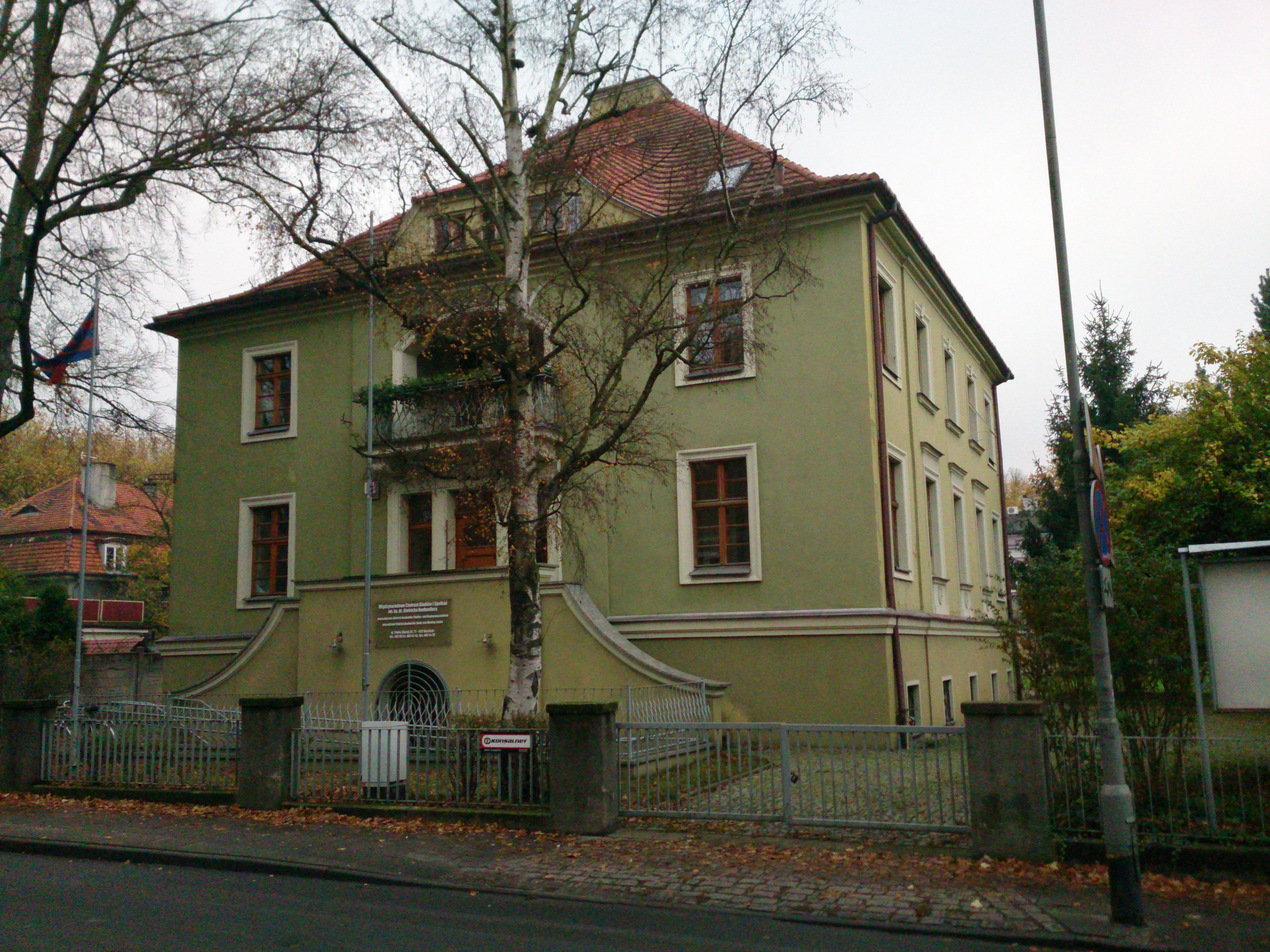
Bonhoeffer-Haus Stettin

Das Bonhoeffer-Haus ist das Gemeindehaus der lutherischen Gemeinde Stettins, das seit Herbst 2003 als Studien- und Begegnungszentrum genutzt wird und sich in Trägerschaft der Evangelisch-Augsburgischen Kirche in Polen befindet. Der Bezug zu Dietrich Bonhoeffer besteht durch dessen Engagement in Zdroje (deutsch Finkenwalde) bei Stettin, wo er das (illegale) Predigerseminar der Bekennenden Kirche gründete. Die lutherische Gemeinde Stettins benannte deswegen 1995 ihr Gemeindehaus nach dem Theologen.

## Geschichte des Hauses
Die Villa wurde Anfang des 20. Jahrhunderts für Ernst Kuhlo, den Direktor der Stettiner Electricitäts-Werke, gebaut und war später Wohnhaus des Architekten und Stadtplaners Piotr Zaremba. Das Gebäude befindet sich im ehemaligen Botschaftsviertel Stettins, in ihm war von 1949 bis 1992 die Botschaft der Tschechoslowakei und später von Tschechien untergebracht.